# Maison Tonneau
La maison Tonneau est un immeuble de rapport situé dans le Boulevard Audent dans le quartier Ville-Haute à Charleroi (Belgique). Il a été construit en 1929 par l'architecte Joseph André pour le M. Tonneau. À l'origine, au rez-de-chaussée, il y avait un garage au lieu du commerce actuel.

## Histoire
La construction de cette maison par Joseph André a été conçue un an avant de passer au projet de l'hôtel de ville de Charleroi en 1930.

## Architecture
Le bâtiment a été conçu par l'architecte Joseph André et se caractérise par un langage géométrique qui anime le jeu sur la façade entre la brique et le béton,. L'immeuble est divisé en 4 niveaux comme dans le programme original et tous les éléments sont préservés à l'exception du rez-de-chaussée. Chaque niveau est marqué par des fenêtres différentes. Le premier étage est caractérisé par un bow-window central combiné à deux fenêtres à fente sur les côtés. Le deuxième étage est doté d'un balcon en fer forgé avec deux fenêtres asymétriques. Un ouvrage concentrique en briques couvre la moitié de la hauteur de la fenêtre de gauche. Au dernier étage caracterisé par le béton, nous trouvons une fenêtre divisée en cinq parties et soutenue par une console triangulaire.

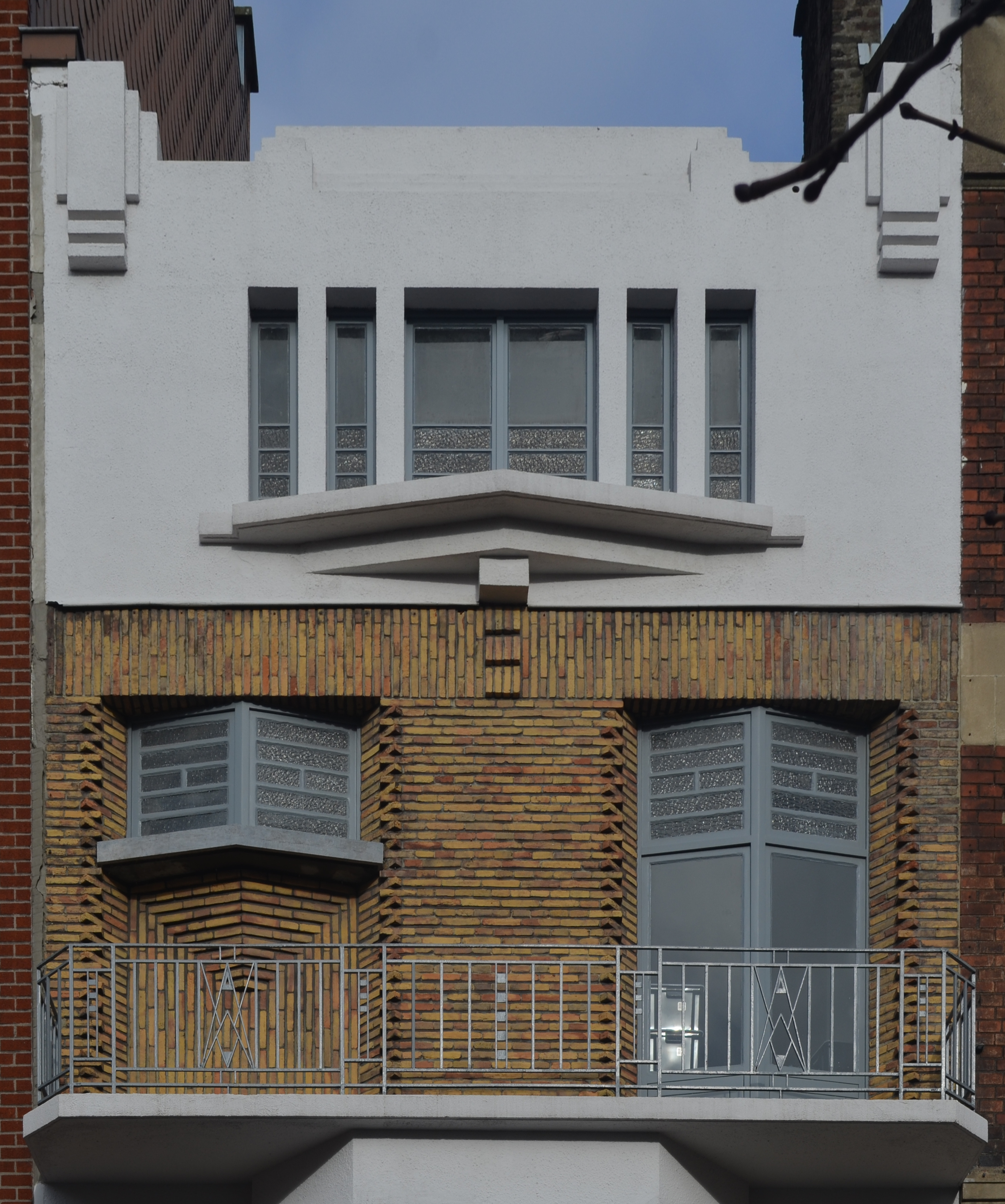
Détail des deuxième et troisième étages.
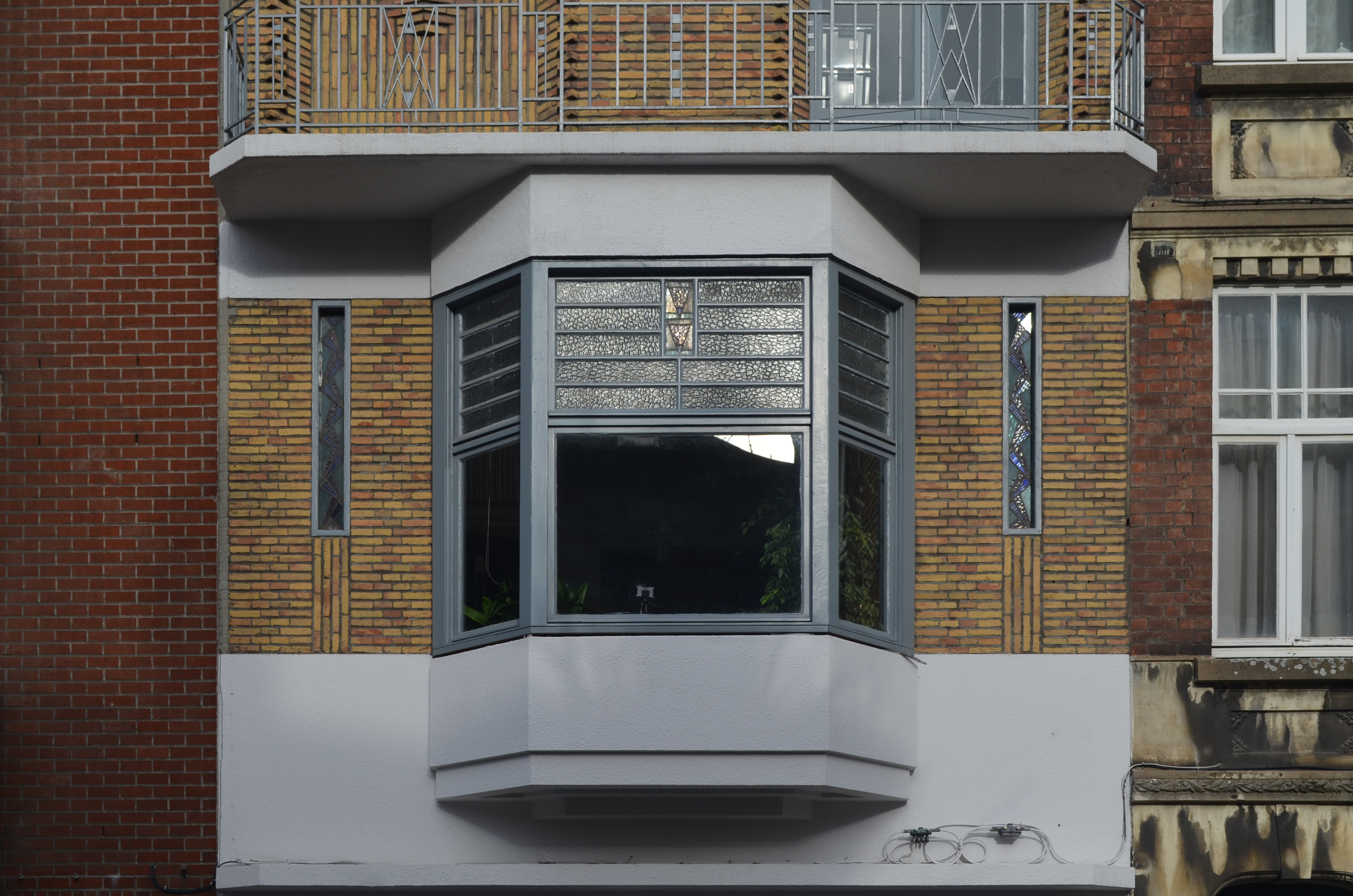
Le bow-window au premier étage.